# Alejandro González Alcocer
Alejandro González Alcocer (Ciudad de México, 24 de abril de 1951) es un político y abogado mexicano, militante en el Partido Acción Nacional.
Alejandro González Alcocer es abogado egresado de la Universidad Nacional Autónoma de México, inició su desempeño dentro de empresas del sector privado y posteriormente incursionó en la política, donde fue secretario del Ayuntamiento de Tijuana y posteriormente diputado federal en la LVI Legislatura. Es hijo de Manuel González Hinojosa, líder nacional del PAN en las décadas de 1960 y 1970, y cónyuge de Rosalba Magallón Camacho, hija del líder panista Salvador Rosas Magallón.
El 7 de octubre de 1998 fue nombrado Gobernador Sustituto de Baja California al ocurrir la muerte del gobernador Héctor Terán Terán.
Fue elegido Senador por Baja California para el periodo de 2006 a 2012.

## Controversias
En abril de 2011, mientras se discutía la Reforma Política durante la recta final del periodo legislativo, el senador González Alcocer fue fotografiado viendo la película Por mis pistolas de Cantinflas en un iPad.